# Jayant Narlikar
Jayant Vishnu Narlikar (Kolhapur, Maharashtra, India, 19 de julio de 1938-20 de mayo de 2025)  fue un astrofísico indio. Se le considera uno de los principales expertos y defensores de la teoría del estado estacionario en cosmología.

## Investigaciones
Su trabajo sobre la gravitación en colaboración con Fred Hoyle, llamado la teoría de la gravedad de Hoyle-Narlikar, propuso una síntesis entre la teoría de la relatividad de Albert Einstein y el principio de Mach. Fue el fundador y director del Centro Interuniversitario para Astronomía y Astrofísica (IUCAA) de Pune (India). En el 2004 recibió la segunda condecoración civil más importante de la India: el Premio Padma Vibhushan.

## Literatura de divulgación
Jayant Narlikar se dedicaba además a popularizar la ciencia escribiendo novelas de ciencia ficción en inglés, en marati y en hindi. Por ejemplo  The Return of Vaman (1989).

## Libros publicados
- Current Issues in Cosmology, 2006
- A Different Approach to Cosmology : From a Static Universe through the Big Bang towards Reality, 2005
- Fred Hoyle's Universe, 2003
- Scientific Edge: The Indian Scientist from Vedic to Modern Times, 2003
- An Introduction to Cosmology, 2002
- Quasars and Active Galactic Nuclei : An Introduction, 1999
- From Black Clouds to Black Holes, 1996
- Seven Wonders of the Cosmos, 1995
- Philosophy of Science: Perspectives from Natural and Social Sciences, 1992
- Highlights in Gravitation and Cosmology, 1989
- The Lighter Side of Gravity, 1982
- The Structure of the Universe, 1977

## Artículos recientes
- Creation of Matter and Anomalous Redshifts, 2002
- Absorber Theory of Radiation in Expanding Universes, 2002